# Ingemar Pallin
Lars Ingemar Xavier Pallin, född 24 november 1923 i Bromma, död 5 januari 2003 på Gran Canaria, Spanien, var en svensk sångare, skådespelare och radioman.

## Biografi
Pallin har varit engagerad vid bland annat Dramaten, Norrköping-Linköping stadsteater och Riksteatern. Han flyttade under 1960-talet till Maspalomas på Gran Canaria där han varit den svenska rösten i turistradion på Gran Canaria. Filmdebuterade gjorde han 1942 och han har också medverkat i drygt femton TV- och filmproduktioner.

## Filmografi (urval)
- 1946 – Eviga länkar
- 1946 – Rötägg
- 1947 – Dynamit
- 1948 – Intill helvetets portar
- 1948 – Janne Vängmans bravader
- 1949 – Svenske ryttaren
- 1954 – Hästhandlarens flickor
- 1954 – Herr Arnes penningar
- 1955 – Sommarflickan
- 1955 – Giftas
- 1956 – Kulla-Gulla
- 1956 – Rätten att älska
- 1957 – Vägen genom Skå
- 1957 – Gårdarna runt sjön
- 1958 – Vi på Väddö
- 1959 – Rum för ensam dam

## Teater

### Roller
| År   | Roll                           | Produktion                                                                    | Regi                | Teater                           |
| ---- | ------------------------------ | ----------------------------------------------------------------------------- | ------------------- | -------------------------------- |
| 1942 | Hovmästaren                    | Sniggel snuggel Torun Munthe                                                  | Ingmar Bergman      | Sagoteatern                      |
| 1942 | Byxlös                         | De tre dumheterna Torun Munthe                                                | Ingmar Bergman      | Sagoteatern                      |
| 1943 | Cruchet                        | Kungen (Le Roi) Robert de Flers, Emmanuel Arène och Gaston Arman de Caillavet | Rune Carlsten       | Dramaten                         |
| 1949 | Vännen 2 Släktingen Sopkvasten | Lycko-Pers resa August Strindberg                                             | Göran Gentele       | Dramaten                         |
| 1949 |                                | Tre cirklar Erik Müller                                                       | Johan Falck         | Norrköping-Linköping stadsteater |
| 1949 |                                | Cæsar och Cleopatra (Caesar and Cleopatra) George Bernard Shaw                | Johan Falck         | Norrköping-Linköping stadsteater |
| 1949 | Biff                           | En handelsresandes död (Death of a Salesman) Arthur Miller                    | Johan Falck         | Norrköping-Linköping stadsteater |
| 1949 |                                | Alltsedan paradiset (Ever since paradise) J.B. Priestley                      | Per Gerhard         | Norrköping-Linköping stadsteater |
| 1950 | Florent                        | En vildfågel (La sauvage) Jean Anouilh                                        | Johan Falck         | Norrköping-Linköping stadsteater |
| 1950 |                                | Den respektfulla skökan (La Putain respectueuse) Jean-Paul Sartre             | Pär-Edward Wahlgren | Norrköping-Linköping stadsteater |
| 1950 |                                | Hans nåds testamente Hjalmar Bergman                                          | Johan Falck         | Norrköping-Linköping stadsteater |
| 1950 |                                | De rättrådiga (Les Justes) Albert Camus                                       | Johan Falck         | Norrköping-Linköping stadsteater |
| 1950 | Hamlet                         | Hamlet William Shakespeare                                                    | Johan Falck         | Norrköping-Linköping stadsteater |
| 1951 | Brudgummen                     | Blodsbröllop (Bodas de Sangre) Federico García Lorca                          | Johan Falck         | Norrköping-Linköping stadsteater |
| 1951 |                                | Å, en sån dag (Call it a day) Dodie Smith                                     | Gerda Wrede         | Norrköping-Linköping stadsteater |
| 1952 | En annan jude                  | De vises sten Pär Lagerkvist                                                  | Alf Sjöberg         | Dramaten                         |
| 1952 | Horace Frédéric                | Dans under stjärnorna (L’invitation au Chateau) Jean Anouilh                  | Johan Falck         | Norrköping-Linköping stadsteater |
| 1952 | Peter Able                     | Fångarnas natt (A sleep of Prisoners) Christopher Fry                         | Johan Falck         | Norrköping-Linköping stadsteater |
| 1953 | Haman                          | Haman Walentin Chorell                                                        | Johan Falck         | Norrköping-Linköping stadsteater |
| 1953 | Den främmande passageraren     | Peer Gynt Henrik Ibsen                                                        | Johan Falck         | Norrköping-Linköping stadsteater |
| 1953 | Richard Miller                 | Ljuva ungdomstid (Ah, Wilderness) Eugene O’Neill                              | Rune Carlsten       | Norrköping-Linköping stadsteater |
| 1953 |                                | Hans nåds testamente Hjalmar Bergman                                          | Sandro Malmquist    | Skansens friluftsteater          |
| 1954 |                                | Rövarna på Hunneberg Rune Lindström                                           | Sandro Malmquist    | Skansens friluftsteater          |
| 1954 |                                | Oh, mein Papa (Das Feuerwerk) Erik Charell och Paul Burkhard                  | Hansjörg Boeger     | Södra Teatern                    |
| 1956 |                                | Vår hemliga dröm (Jupiter) Robert Boissy                                      | Göran Gentele       | Riksteatern                      |
| 1958 | Betjänten                      | Baronessan Iwo Wiklander                                                      | Nanny Westerlund    | Apolloniateatern                 |
| 1958 | Greven                         | Levande ljus (Bei Kerzenlicht) Siegfried Geyer                                | Olof Thunberg       | Intiman                          |

## Radioteater

### Roller
| År   | Roll                       | Produktion                                        | Regi           |
| ---- | -------------------------- | ------------------------------------------------- | -------------- |
| 1948 | En budbärare               | Antonius och Kleopatra William Shakespeare        | Alf Sjöberg    |
| 1951 | Kriminalkommissarie Örgren | Hillman & Son: Oskrivet blad Folke Mellvig        | Lars Madsén    |
| 1956 | Prinsen av Danmark         | Det var en gång (Der var engang) Holger Drachmann | Helge Hagerman |